# جون سبنسر (مهندس)
جون سبنسر (بالإنجليزية: John Spencer) هو مهندس نيوزيلندي، ولد في 6 يوليو 1931 في ملبورن في أستراليا، وتوفي في 4 مارس 1996.